# Charles Kerry
Charles Henry Kerry (né le 3 avril 1857 – mort le 26 mai 1928 à Sydney) est un photographe australien.

## Source
- (en) Cet article est partiellement ou en totalité issu de l’article de Wikipédia en anglais intitulé « Charles Kerry » (voir la liste des auteurs).